# Diphtherocome
Diphtherocome is een geslacht van vlinders van de familie Uilen (Noctuidae), uit de onderfamilie Acronictinae.

## Soorten
- D. abbreviata Sugi, 1968
- D. bryochlora Ronkay, Hreblay & Owada
- D. burmana Berio, 1973
- D. chrysochlora Hampson, 1897
- D. discibrunnea Moore, 1867
- D. fasciata Moore, 1888
- D. impectinata Ronkay, Hreblay & Owada
- D. pallida Moore, 1867
- D. verbenata (Distant, 1898)
- D. vigens Walker, 1865
- D. vivida Leech, 1900